# Okan Chatzīterzoglou
Okan Chatzīterzoglou (in greco Οκάν Χατζητερζόγλου?; Xanthi, 5 marzo 1996) è un calciatore greco, difensore dell'ASA Târgu Mureș.

## Carriera

### Club
Ha giocato nella massima serie dei campionati greco e rumeno.

### Nazionale
Ha giocato nelle nazionali giovanili greche Under-19 ed Under-21.